# جان كلود ليكانتي
جان كلود ليكانتي (بالفرنسية: Jean-Claude Lecante)‏ مواليد 12 نوفمبر 1934 في سين سان دوني، فرنسا، هو دراج فرنسي سابق. سبق أن شارك في دورة الألعاب الأولمبية الصيفية وفاز بميدالية أولمبية.

## الميداليات
| الميدالية | المسابقة                       |
| --------- | ------------------------------ |
| فضية      | الألعاب الأولمبية الصيفية 1956 |

## روابط خارجية
- جان كلود ليكانتي على موقع أرشيف الدراجات (الإنجليزية)
- جان كلود ليكانتي على موقع اللجنة الأولمبية الدولية (الإنجليزية)
- جان كلود ليكانتي على موقع أوليمبيديا (الإنجليزية)